# Caliban (Marvel)
Caliban is een personage uit de comics van Marvel Comics, bedacht door schrijver Chris Claremont en tekenaar Mike Dave Cockrum. Hij verscheen voor het eerst in Uncanny X-Men #148 (augustus 1981). Hij komt voornamelijk voor in verhalen met betrekking tot de X-Men en aanverwante teams en personages.
Caliban behoort tot de Morlocks, een als verstoten levend mutantenvolk dat zich vooral ondergronds in tunnels en riolen ophoudt. Hij beschikt over de gave om andere mutanten tot op tientallen kilometers afstand te detecteren.

## Biografie
Caliban is een mutant met albinisme vernoemd naar de Caliban uit het toneelstuk The Tempest. Nadat hij werd verbannen door zijn familie, ontfermde Callisto zich over hem. Gebruikmakend van zijn vermogen om andere mutanten te detecteren, spoorden ze andere verstoten en thuisloze mutanten op en vormden ze zo de Morlocks. Caliban behoorde samen met Callisto, Masque, Plague en Sunder tot de oorspronkelijke groep Morlocks. Hij gebruikte zijn detectievermogens in eerste instantie om aansluiting te zoeken bij andere mutanten. Zijn gave wordt later vooral ingezet om anderen op te sporen. Caliban vecht soms aan de kant van teams als X-Men, X-Force en X-Factor en soms tegen ze. Hij werd meermaals ingelijfd door superschurk Apocalypse als een van zijn vier ruiters en zo voorzien van grotere en extra vermogens.

## In andere media

### Films
Caliban is te zien in de films X-Men: Apocalypse uit 2016 (gespeeld door Tómas Lemarquis) en Logan uit 2017 (gespeeld door Stephen Merchant), die allebei deel uitmaken van de X-Men-filmserie.

### Animatiefilms
Caliban verschijnt in de tekenfilmseries X-Men: The Animated Series en X-Men: Evolution.

### Videospellen
Caliban is een personage in het computerspel X-Men: Destiny uit 2011.